# Ernest Soler i de les Cases
Ernest Soler i de les Cases (Barcelona, 1864 - Barcelona, 1935) fou un pintor, escultor i escriptor català. Era fill del dramaturg Frederic Soler i Hubert (Serafí Pitarra) i d'Albina de las Casas Bergnes, de família d'origen francès entroncada amb Lluís VI i neboda de l'editor Antoni Bergnes de las Casas.
Va pintar temes literaris i religiosos, si bé la seva especialització varen ser els paisatges, les marines i la pintura de gènere. Al Museu Nacional d'Art de Catalunya es conserven una bona part de les seves obres, entre les quals destaquen: «Un bateig a Campins», «Un casament a Campins», «Cementiri de Cervelló», «Quadra d'una casa de camp de Cervelló», «Galliner», «Emmotllats de guix», «Pati d'una casa de camp», «Bust d'home», «Retrat d'home jove», Retrat del Rector de la Universitat de Barcelona –i besoncle seu– Antoni Bergnes de las Casas, Retrat de Concepció de las Cases i Prat, «Jesucrist camí del Calvari», «La Verge», «Noia pregant» i un «Autoretrat».
En la seva vessant d'escriptor, va combinar la comèdia (Bon jan qui paga, 1889; La feina d'en Jafà, 1892), la tragèdia (Hidro-mel, publicada el 1892), la sarsuela («La roca de les mentides»), el poema dramàtic («La llar» de 1897 i «Quadros de costums» de 1904). Algunes de les seves composicions varen ser recollides a Lectura Popular.
Després de la seva mort la seva vídua, Rosa Hernan i Lloret, va fer donació d'una bona part de les seves obres a la Generalitat i van ser distribuïdes entre l'Institut del Teatre, els originals de l'obra escrita, el MNAC per l'obra pictòrica i el museu d'Arts Decoratives on varen depositar alguns objectes i mobles que havien estat propietat del seu pare, Pitarra. Dintre de la col·lecció del Museu Abelló, a Mollet del Vallès, també trobem obres de l'artista.